# Francis Goes to West Point
Francis Goes to West Point is een Amerikaanse film uit 1952 van Arthur Lubin met in de hoofdrollen Donald O'Connor en Lori Nelson.
Na het succes van Francis (1950) en Francis Goes to the Races kwam in 1952 de derde film uit rond de pratende muilezel Francis en diens baasje Peter Stirling. Francis en Stirling kwamen oorspronkelijk uit het leger en keerden in deze film weer terug op vertrouwd terrein. De film was een redelijk succes in de bioscopen en maakte de weg vrij voor een volgende Francisfilm. Zie ook Francis (filmreeks).

## Verhaal
Peter Stirling is bezig aan zijn zoveelste baantje als zijn muilezel Francis hem waarschuwt dat terroristen de atoomfabriek waar hij werkt willen opblazen. Stirling rent naar de politie die met groot materieel uitrukt. Die nacht komen er echter geen terroristen en de politie verklaart Stirling voor gek. Maar de laatste ziet dan plotseling een watertruck aan komen rijden. Als de politie de truck aanhoudt blijkt deze gevuld met explosieven en nu wordt Stirling uitgeroepen tot held. Ondanks het feit dat Stirling maar minnetjes oogt en niet zo slim is mag hij als beloning voor zijn dapperheid naar West Point, de officiersopleiding van het Amerikaanse leger. Hij raakt bevriend met William Norton en Wilbur Van Allen, zijn slapies op de academie.
Stirling merkt snel dat de oudere cadetten de nieuwe studenten minachten en zo veel mogelijk vernederen. Al snel is hij ook nog eens de domste van de klas en krijgt te horen dat hij zich binnen twee weken moet verbeteren om te voorkomen dat hij van school wordt gestuurd. Als Francis dit hoort, gaat hij ook naar West Point om 'dienst te nemen' als schoolmascotte. Hij neemt Stirling onder zijn hoede en al snel stijgt die weer in de ranglijsten van zijn jaar. Als hem wordt gevraagd wie hem heeft geholpen is Stirling zo dom om Francis te noemen en krijgt hij zes weken wachtlopen als straf. De zaak wordt erger als Stirling verliefd wordt op Cynthia, de dochter van kolonel Daniels, en helemaal als hij de revue van de school in het honderd stuurt. Francis helpt weer en zet zich in om het Amerikaans voetbalteam van West Point, waarin het slapie van Stirling, William Norton speelt, te laten winnen. De muilezel fluistert tips door aan de coach van het team die later moet toegeven dat de muilezel kan praten. Niet lang daarna ontvangt Wilbur Van Allen, het andere slapie, een brief van zijn zuster dat ze zwanger is en haar vader moet vertellen van haar geheime huwelijk. Later vindt Stirling de brief op het bed van Norton en denkt dat zijn maatje een geheim huwelijk heeft en dat zijn vrouw een baby verwacht. Als de kolonel iets te horen komt over een geheim huwelijk roept hij Stirling op het matje. De laatste denkt dat hij Norton moet redden en zegt dat hij zelf een geheim huwelijk heeft, waarop hij wordt weggestuurd van de academie. Maar Francis praat met de kolonel en weet de officier ervan te overtuigen dat hij nog even moet wachten om Stirlings ontslag te bevestigen. Cynthia, die het verhaal van Wilbur heeft gehoord, bevestigt later dat de brief van Stirlings slapie was. De muilezel gaat op zoek naar Stirling en vertelt hem hoe de vork in de steel zit. Iedereen is weer gelukkig en gaat naar de grote wedstrijd tussen het leger en de marine waar William Norton met behulp van de aanwijzingen van Francis een sterrol vervult op het veld. Als de kolonel later Francis naar een onderzoekslaboratorium wil laten overbrengen, weet Stirling een dubbelganger in diens plaats te smokkelen. Terwijl Pete de nummer 1 wordt van zijn klas vertrekt Francis weer naar meer grazige weiden.

## Rolverdeling
| Acteur           | Personage           |
| ---------------- | ------------------- |
| Donald O'Connor  | Peter Stirling      |
| Lori Nelson      | Barbara Atwood      |
| Chill WIlls      | de stem van Francis |
| Alice Kelley     | Cynthia Daniels     |
| Palmer Lee       | William Norton      |
| William Reynolds | Wilbur Van Allen    |
| Les Tremayne     | kolonel Daniels     |
| Otto Hulett      | Chadwick            |
| David Janssen    | korporaal Thomas    |
| James Best       | korporaal Ransom    |

## Achtergrond
In de derde Francisfilm is er weinig veranderd. Vrijwel hetzelfde team dat Francis en Francis Goes to the Races maakte is weer present. Scenarist Oscar Brodney gebruikte weer de personages uit het boek Francis van David Stern uit 1946 en creëerde daar weer een nieuwe film omheen. De eerste film rond het pratende muildier was het meest succesvol en dus keerde men na een uitstapje naar de paardenraces weer terug naar het leger. Op zich een beetje gezocht, want Peter Stirling was in de eerste film al officier, dus waarom hij weer naar de officiersopleiding moet, blijft onduidelijk. De productie verliep goed, de buitenopnamen werden gemaakt bij de echte West Point academie in New York. In de film zijn een aantal acteurs te zien die nog furore zouden maken in de jaren zestig. David Janssen, die de rol van korporaal Thomas speelt, zou halverwege de jaren zestig wereldberoemd worden door zijn hoofdrol in de Amerikaanse televisieserie The Fugitive. Leonard Nimoy, Spock in de televisieserie Star Trek, heeft een klein rolletje als voetbalspeler.